# Primera División 1920 (AAm)
La Primera División 1920, organizzata dall'Asociación Amateurs de Football e disputatasi dal 28 marzo 1920 al 9 gennaio 1921, si concluse con la vittoria del River Plate.

## Classifica finale[1]
| Pos. | Squadra                 | Pt | G  | V  | N  | P  | GF | GS | DR  |
| ---- | ----------------------- | -- | -- | -- | -- | -- | -- | -- | --- |
| 1.   | River Plate             | 56 | 34 | 25 | 6  | 3  | 70 | 22 | +48 |
| 2.   | Racing Club             | 54 | 34 | 25 | 4  | 5  | 77 | 23 | +54 |
| 3.   | San Lorenzo             | 46 | 34 | 17 | 12 | 5  | 58 | 30 | +28 |
| 4.   | Atlanta                 | 41 | 34 | 17 | 7  | 10 | 49 | 29 | +20 |
| 5.   | Gimnasia y Esgrima (LP) | 41 | 34 | 17 | 7  | 10 | 46 | 32 | +14 |
| 6.   | Vélez Sársfield         | 39 | 34 | 17 | 5  | 12 | 60 | 32 | +28 |
| 7.   | Platense                | 37 | 34 | 16 | 5  | 13 | 51 | 39 | +12 |
| 8.   | Independiente           | 35 | 34 | 12 | 11 | 11 | 58 | 47 | +11 |
| 9.   | San Isidro              | 33 | 34 | 12 | 9  | 13 | 52 | 53 | -1  |
| 10.  | Quilmes                 | 32 | 34 | 13 | 6  | 15 | 35 | 48 | -13 |
| 11.  | Estudiantil Porteño     | 30 | 34 | 9  | 12 | 13 | 38 | 42 | -4  |
| 12.  | Ferro Carril Oeste      | 30 | 34 | 12 | 6  | 16 | 34 | 61 | -25 |
| 13.  | Defensores de Belgrano  | 27 | 34 | 9  | 9  | 16 | 28 | 40 | -12 |
| 14.  | Barracas Central        | 26 | 34 | 9  | 8  | 17 | 28 | 49 | -21 |
| 15.  | Tigre                   | 22 | 34 | 9  | 4  | 21 | 38 | 77 | -39 |
| 16.  | Sportivo Buenos Aires   | 18 | 34 | 6  | 6  | 22 | 33 | 64 | -31 |
| 17.  | Sportivo Almagro        | 17 | 17 | 6  | 5  | 6  | 22 | 21 | +1  |
| 18.  | Lanús                   | 15 | 17 | 6  | 3  | 8  | 14 | 23 | -9  |
| 19.  | Estudiantes (BA)        | 13 | 34 | 4  | 5  | 25 | 31 | 90 | -59 |

## Classifica marcatori[3]
| Gol |  |  | Giocatore       | Squadra         |
| --- |  |  | --------------- | --------------- |
| 19  |  |  | Sergio Carreras | Vélez Sarsfield |